# Hans Jæger
Hans Henrik Jæger (født 2. september 1854 i Drammen, død 8. februar 1910 i Kristiania) var en norsk forfatter, filosof og anarkistisk politisk aktivist, som var en del af Kristianiabohêmerne. Han blev sigtet for bogen Fra Kristiania-Bohêmen og idømt 60 dages fængsel i 1886. Han og de andre bohemer forsøgte at leve efter "de 9 bud", som han havde formuleret i Fra Kristiania-Bohêmen.
Det følgende år var han nødsaget til at flygte fra Norge. Han var blevet idømt 150 dages fængsel mere, da den norske regering havde fået at vide, at der var blevet sendt 300 kopier af Fra Kristiania-Bohêmen til Sverige lagt ind mellem nogle julehæfter. I 1907 startede han bladet Korsaren sammen med J.J. Ibsen Arkiveret 3. oktober 2017 hos  Wayback Machine. Den norske maler Henrik Louis Lund tegnede for Korsaren.
Han var ven af maleren Edvard Munch, der har brugt ham som motiv for et af sine malerier. Alle tre havde et slags fristed på adressen Nørre Alle 49 når de befandt sig i København.

## Bibligrafi
- Kants fornuftskritik - 1878 (filosofi)
- Olga (skuespil) - 1883
- En intellektuel Forførelse (skuespil) - 1884
- Fra Kristiania-bohêmen - 1885
- Julefortællinger av Hans Jæger (Reelt en forsættelse af Fra Kristiania-Bohêmen) - 1886
- Albertine (Med Christian Krogh) - 1886
- Min forsvarstale i høyesterett - 1886
- Kristianiabilleder - 1888
- Novelletter - 1889 (noveller)
- Bohemens erotiske bekjennelser
- Syk kjærlihet (Del 1 af 3) 1893
- Bekjendelser (Del 2 af 3) - 1902
- Fængsel og fortvilelse (Del 3 af 3) - 1903
- Anarkiets bibel - 1906
- Socialismens ABC (Skrevet mellem 1906-1910, aldrig færdiggjort)